# The Immaculate Collection (wideo)
The Immaculate Collection – kompilacja teledysków Madonny, towarzysząca albumowi The Immaculate Collection podsumowującego jej dorobek z lat 80. Kompilacja została wydana na kasecie VHS, a następnie na DVD.

## Lista utworów
1. Lucky Star (Madonna), (reż.:Arthur Pierson)
2. Borderline (Reggie Lucas), (reż.:Mary Lambert)
3. Like a Virgin (Tom Kelly, Billy Steinberg), (reż.:Mary Lambert)
4. Material Girl (Peter Brown, Robert Rans), (reż.:Mary Lambert)
5. Papa Don’t Preach (Madonna, Brian Elliot), (reż.:James Foley)
6. Open Your Heart (Madonna, Gardner Cole, Peter Rafelson), (reż.:Jean-Baptiste Mondino)
7. La Isla Bonita (Madonna, Patrick Leonard, Bruce Gaitsch), (reż.:Mary Lambert)
8. Like a Prayer (Madonna, Patrick Leonard), (reż.:Mary Lambert)
9. Express Yourself (Madonna, Stephen Bray), (reż.:David Fincher)
10. Cherish (Madonna, Patrick Leonard), (reż.:Herb Ritts)
11. Oh Father (Madonna, Patrick Leonard), (reż.:David Fincher)
12. Vogue (Madonna, Shep Pettibone), (reż.:David Fincher)
13. Vogue [from the 1990 MTV Awards Show] (Madonna, Shep Pettibone)